# Cantone di Lanmeur
Il Cantone di Lanmeur era una divisione amministrativa dell'arrondissement di Morlaix.
A seguito della riforma approvata con decreto del 13 febbraio 2014, che ha avuto attuazione dopo le elezioni dipartimentali del 2015, è stato soppresso.

## Composizione
Comprendeva i comuni di:
- Garlan
- Guimaëc
- Lanmeur
- Locquirec
- Plouégat-Guérand
- Plouezoc'h
- Plougasnou
- Saint-Jean-du-Doigt